# Rádžasthán
Rádžasthán (hindsky राजस्थान, Rājasthāna, anglicky Rajasthan) je rozlohou největší indický stát. Na západě sousedí s pákistánskými provinciemi Sindh a Paňdžáb, dále pak s indickými státy Paňdžáb, Harijána, Uttarpradéš, Madhjapradéš a Gudžarát. Hlavním městem je Džajpur, který tvoří spolu s Udajpurem, Džódhpurem a Džaisalmérem čtveřici nejvýznamnějších měst státu. Džajpuru se přezdívá „růžové město“ a jeho znakem je kůň, symbol síly. Udajpur je malebné město na jihozápadě Rádžasthánu, též přezdívané „jezerní město“. Jeho znakem je slon, symbol štěstí. Džódhpur je „modré město“. Poslední ze čtveřice je „zlaté město“ Džaisalmér, ležící na západě. Symbolem tohoto pouštního města je velbloud, symbol lásky. Další místa, která určitě stojí za zmínku, jsou Alvar, Adžmér s nedalekým Puškarem, Bikanér, Čittaurgarh a hora Abú.
Významnou část obyvatelstva Rádžasthánu tvoří někdejší šlechta rádžpúti a také kmeny jako Mína a Bhíl.
Vedle hindštiny a angličtiny se v Rádžasthánu mluví několika místními jazyky souhrnně nazývanými rádžasthánština. Menšinově se zde mluví i gudžarátsky, paňdžábsky a sindhsky.
V Rádžasthánu je několik přírodních rezervací: Desert NP poblíž Džaisalméru, Keoladeo NP u Bharatpuru, Ranthambhór NP poblíž města Savaí Madhopur, Darrah NP poblíž města Kóta, rezervace Sariska poblíž Alvaru a rezervace Mount Abu.

## Správní členění
Rádžasthán se dělí na 33 okresů (hindsky जिला džilá, pl. जिले džilé, anglicky district, pl. districts), které jsou seskupeny do 7 oblastí (hindsky sg. i pl. मंडल mandal, anglicky division, pl. divisions):
- AJ Adžmér (अजमेर / Adžaméra) / Ajmer
- AL Alvar (अलवर / Alavara) / Alwar
- UD Udajpur (उदयपुर / Udajapura) / Udaipur
- KA Karaulí (करौली) / Karauli
- KO Kótá (कोटा / Kóṭá) / Kota
- CT Čittaurgarh (चित्तौड़गढ़ / Čittauṛagaṛha) / Chittorgarh
- CR Čurú (चुरू) / Churu
- JP Džajpur (जयपुर / Džajapura) / Jaipur
- JL Džálaur (जालौर / Džálaura) / Jalor
- JS Džaisalmér (जैसलमेर / Džaisalaméra) / Jaisalmer
- JO Džódhpur (जोधपुर / Džódhapura) / Jodhpur
- JW Džhálavár (झालवाड़ / Džhálaváṛa) / Jhalawar
- JJ Džhundžhunú (झुंझुनू / Džhuñdžhunú) / Jhunjhunu
- TO Tónk (टोंक / Tóñka) / Tonk
- DU Dúngarpur (डूँगरपुर / Ḍū̃garapura) / Dungarpur
- DA Dausa (दौसा / Dausá) / Dausa
- DH Dhaulpur (धौलपुर / Dhaulapura) / Dholpur
- NA Nágaur (नागौर / Nágaura) / Nagaur
- PA Pálí (पाली) / Pali
- XX Pratápgarh (प्रतापगढ़ / Pratápagaṛha) / Pratapgarh
- BN Bánsvárá (बांसवाड़ा / Báñsaváṛá) / Banswara
- BM Bármér (बाड़मेर / Báṛaméra) / Barmer
- BR Bárán (बाराँ / Bárā̃) / Baran
- BI Bikanér (बीकानेर / Bíkánéra) / Bikaner
- BU Búndí (बूँदी / Bū̃dí) / Bundi
- BP Bharatpur (भरतपुर / Bharatapura) / Bharatpur
- BW Bhílvára (भीलवाड़ा / Bhílaváṛá) / Bhilwara
- RA Rádžsamand (राजसमन्द / Rádžasamanda) / Rajsamand
- GA Šrígangánagar (श्रीगंगानगर / Śrígañgánagara) / Sri Ganganagar
- SM Savaí Madhopur (सवाई माधोपुर / Saváí Mádhópura) / Sawai Madhopur
- SR Siróhí (सिरोही) / Sirohi
- SK Síkar (सीकर / Síkara) / Sikar
- HA Hanumángarh (हनुमानगढ़ / Hanumánagaṛha) / Hanumangarh

## Historie
Na severu Rádžasthánu se u vesnice Kálíbanga dochovaly zbytky významného města harappské kultury, které bylo osídleno ve dvou obdobích. První období skončilo kolem 2600 př. n. l. zemětřesením. Město bylo opuštěno kolem roku 2000 př. n. l. kvůli vyschnutí řeky (Ghaggar-Hakra).
V následujících obdobích bylo území Rádžasthánu součástí maurjovské a guptovské říše.
Území Rádžasthánu se do značné míry překrývá s územím oblasti zvané Rádžpútána (राजपूताना), která zde existovala do roku 1949. Skládala se z malých království, většině z nich vládli příslušníci hinduistické válečnické kasty rádžpútů, království Tonk bylo muslimské a vládl mu naváb. Další oblasti (dříve království) jsou například Mévár (okolí Udajpuru), Márvár (okolí Džódhpuru), Dhúndhár (okolí Džajpuru) a Mevát (severovýchod). Rádžpútské rodiny se dostaly k moci už v 6. století. Po staletí se bránily sultánům z Dillí a vzdorovaly i Mughalům, kterým se ale nakonec podařilo získat pevnou kontrolu nad celou severní Indií včetně Rádžasthánu. Někteří rádžpúti se však stáhli do hor Arávalí a zůstali nepokořeni. Nejznámějším příkladem je Mahárána Pratáp (महाराणा प्रताप), král Méváru (मेवाड़) v letech 1568 – 1597. Hrad Čittaurgarh (चित्तौडगढ़), odkud pocházeli jeho předkové, byl okupován Mughaly a většina rádžpútů se mezitím stala mughalskými vazaly; mnozí z nich sloužili v mughalské armádě. Mughalský vládce Akbar chtěl s Pratápem dosáhnout stejné dohody a vyslal za ním několik poselstev. Pratáp se ale odmítal sklonit, a tak došlo k vojenskému střetnutí v průsmyku Haldí Ghátí (हल्दी घाटी). Mughalská vojska byla v přesile a bitvu vyhrála, byť se značnými ztrátami. Pratápovi se podařilo uprchnout, stáhl se do hor a přešel na partyzánskou válku. 30 let na něj Akbar posílal jednu vojenskou výpravu za druhou, ale nikdy ho nedokázal chytit. V posledních deseti letech života se Pratápovi podařilo postupně dobýt zpět většinu Méváru až na hrady Mandalgarh a Čittaurgarh. Zemřel v 56 letech na následky zranění při lovu.
Počátkem 18. století se mughalská říše otřásala vnitřními i vnějšími konflikty, čehož se mnoho vazalů včetně rádžpútů pokusilo využít k obnovení nezávislosti. Rádžpútána se ovšem krátce poté stala terčem nájezdu Maráthů a maráthský generál Šindé dobyl Adžmér. Na počátku 19. století tak rádžpútští králové uzavřeli dohody s Brity. Vzdali se suverenity výměnou za ochranu a autonomii. Adžmér se stal provincií Britské Indie, zatímco autonomní rádžpútská království byla seskupena do správní oblasti Rádžpútána (Rajputana Agency).

## Obrázky měst

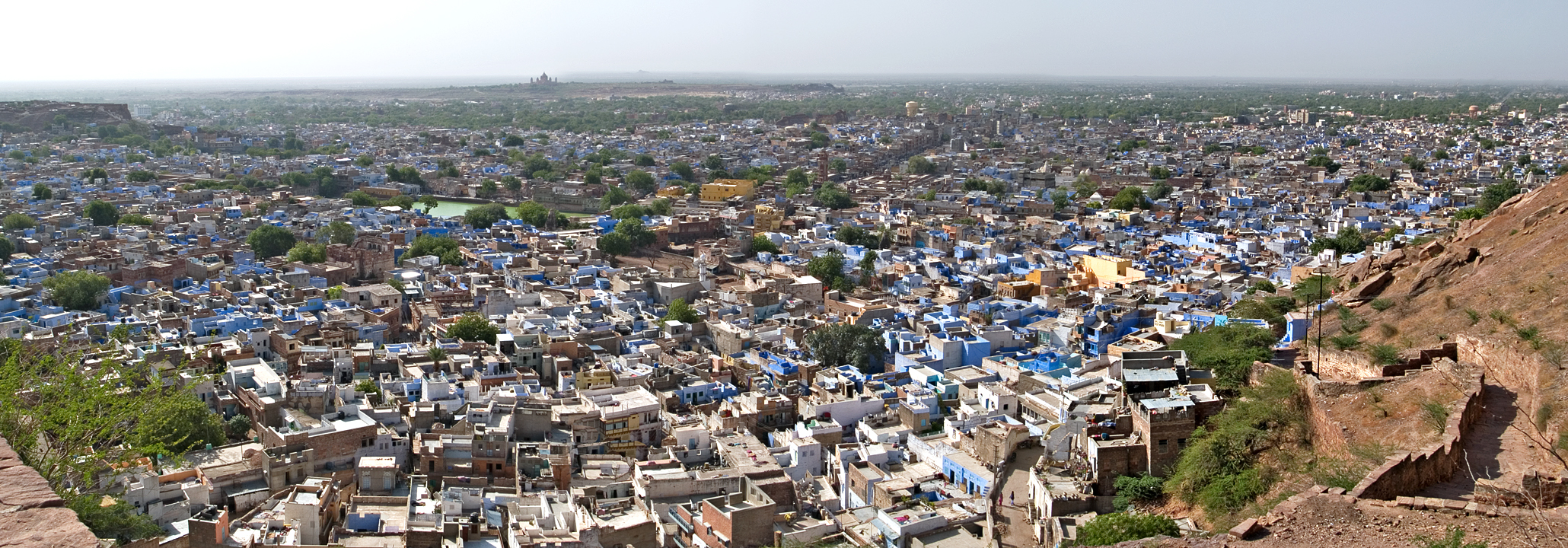
Džódhpur
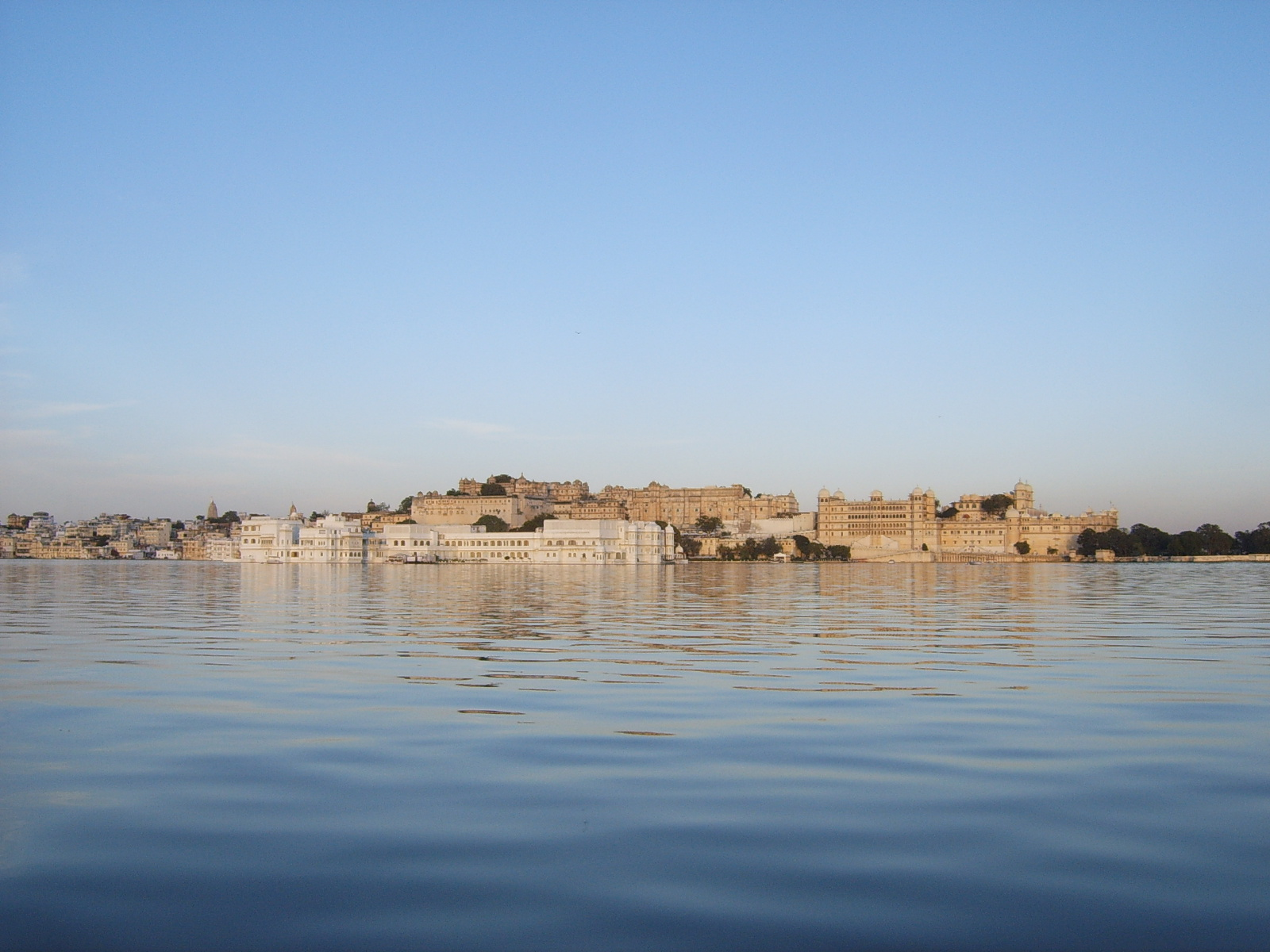
Udajpur
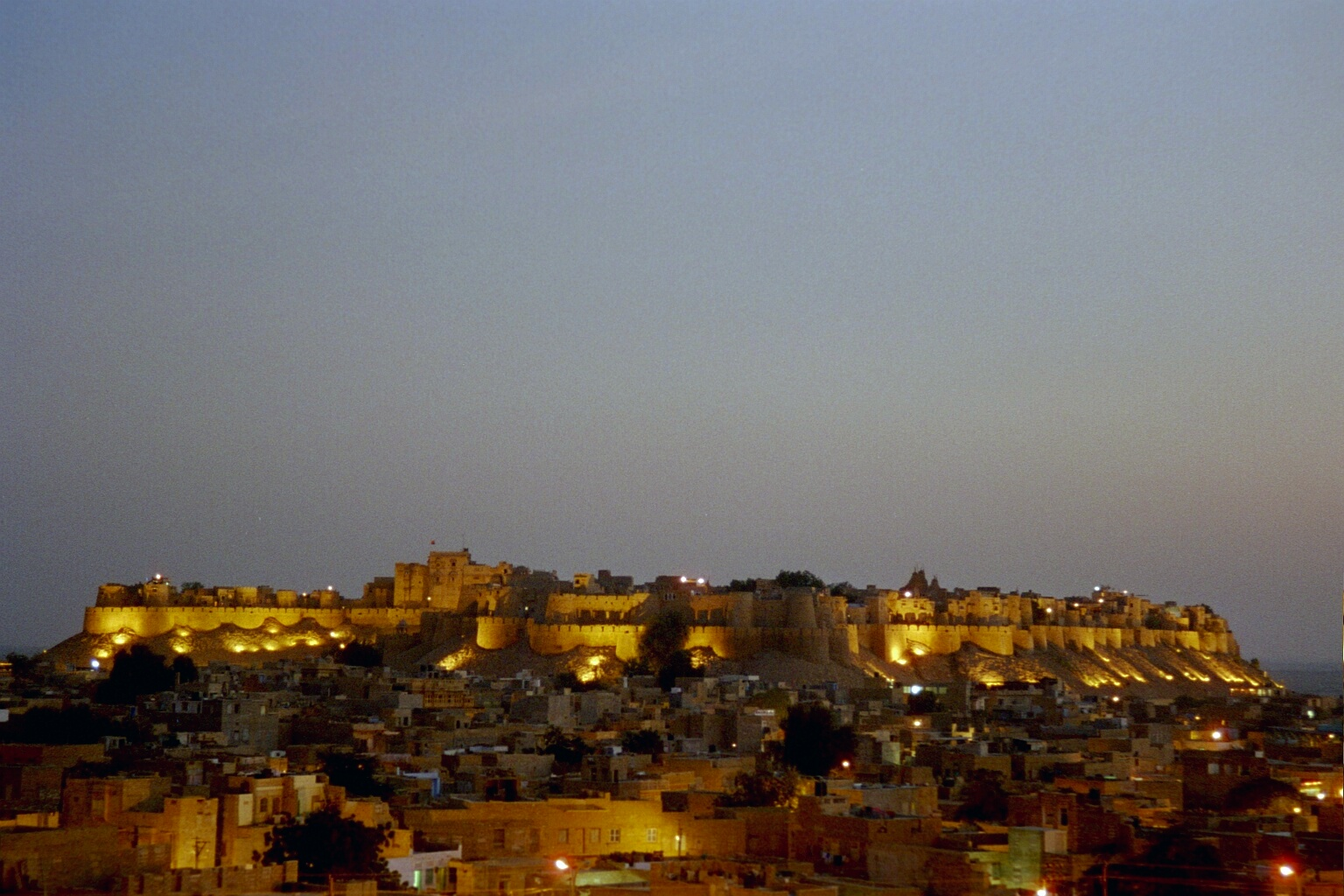
Džajsalmér
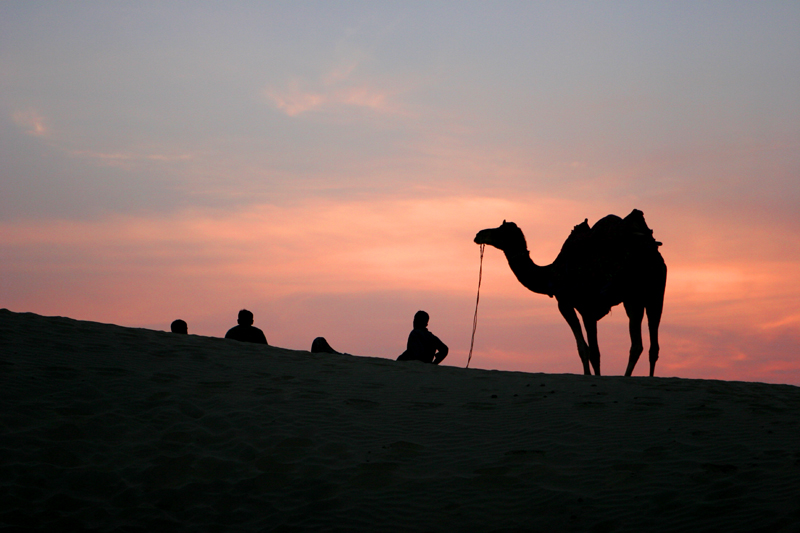
Večer v poušti Thár